# Gem (canal de televisão)
GEM,anteriormente Sony GEM, foi um canal de televisão paga de propriedade da KC Global Media Asia (anteriormente de propriedade da Sony Asia). Foi lançado em 1º de janeiro de 2014 no Vietnã e posteriormente foi implementado em outros países do Sudeste Asiático. O canal transmitiu programação em japonês com legendas nos idiomas locais.
Com o objetivo de concentrar seus investimentos nos canais AXN, Animax e ONE TV Asia, a KC Global decidiu encerrar as operações do GEM em todos os territórios a partir de 1º de agosto de 2024.